# 昭成會
二代目昭成會位於石川縣金澤市桶波町2-7本部的設置，日本的指定暴力團之一・六代目山口組的2次團體。

## 略史
1989年6月，四代目山口組福島組組長・福島三郎引退，同組若頭・中野保昭升格為五代目山口組直參若眾，2005年中野去世，由田保伸一繼承第2代會長，同年5月升格山口組直參。

## 歷代會長
- 初代目：中野保昭（五代目山口組若中）
- 二代目：田保伸一（六代目山口組若中・慶弔副委員長）

## 最高幹部
（2013年）
- 會長・田保伸一
- 舍弟頭・粟田泰治
- 顧問・大家与志明
- 若頭・川合辰彦（北伸連合會會長）
- 本部長・坂林秀康（坂林組組長）
- 慶弔委員長・土倉 悟（土倉組組長）
- 若頭補佐・棚口幸博（北伸連合會若頭）
- 若中・老松義一（成龍會會長）

## 下部團體

### 山口組的3次團體
- 隆山會
- 今村一家
- 杉本組
- 俠友會
- 福巳會
- 栗田組
- 大家組
- 橫濱組